# Ising
 Der er for få eller ingen kildehenvisninger i denne artikel, hvilket er et problem. Du kan hjælpe ved at angive troværdige kilder til de påstande, som fremføres i artiklen.

Ising (Limanda limanda) er en fladfisk, der minder om rødspætten og skrubben, men er mindre og tyndere. Øjensiden er ensfarvet brungrå. Blindsiden er hvid.
Ising lever fra Biscayen til Hvidehavet og i store dele af Østersøen på dybder fra 1 til 100 meter. Den er almindelig i Danmark.
Det er en mager fisk, som er rig på jod og selen.
På den danske vestkyst saltes og tørres ising (daps) i april/maj måned. Den tørrede daps er en delikatesse, som både kan spises rå, kogt eller stegt.
| Fisk | Spire Denne artikel om fisk er en spire som bør udbygges. Du er velkommen til at hjælpe Wikipedia ved at udvide den. |